# Andoin
Andoin est une commune ou contrée de la municipalité d'Asparrena dans la province d'Alava dans la Communauté autonome basque.